# Dover, Ohio
Dover là một thành phố thuộc quận Tuscarawas, tiểu bang Ohio, Hoa Kỳ. Năm 2010, dân số của thành phố này là 12826 người.

## Dân số
- Dân số năm 2000: 12210 người.
- Dân số năm 2010: 12826 người.